# Diablada de Píllaro
la fiesta de inocentes, los disfrazados o los diablos, actualmente conocido como diablada de pillaro por influencia boliviana del termino "diablada" del carnaval de Oruro, es una celebración popular del cantón Pillaro en la provincia de Tungurahua, que se realiza del 1 al 6 de enero. Esta popular diablada fue declarada Patrimonio Cultural Inmaterial del Ecuador en el año 2009. La  tradición oral narra que durante la época colonial los indígenas se disfrazaban de diablos en rechazo a las prédicas sacerdotales y al maltrato físico, psicológico, económico y moral que recibían de los españoles.
A lo largo de los años 1990-2020, la Diablada Pillareña ha tenido cambios periféricos citados en la investigación de Fernando Endara, Mg. de Investigación en Antropología. Facultad Latino americana de Ciencias Sociales, Ecuador, donde cita lo siguiente:

"La Fiesta de Inocentes, los disfrazados o los diablos, se transformaron en la Diablada Pillareña, a la par que se modificaron algunos de sus componentes: el financiamiento y la organización de la fiesta pasó de ser un aporte voluntario y generoso de los bailadores y bailadoras, a provenir de un fondo institucional, regulado por el municipio y sus estatutos. Con ello la autoridad quedó a cargo de gestionar los horarios, los recorridos, los permisos de uso de suelo, entre otros." 

## Historia
La festividad se remonta a aquellos tiempos donde los hombres de la localidad de Tunguipamba peregrinaban hasta el vecino poblado de Chacata para cortejar a las damiselas, los varones del lugar hacían mamotretos con calabazas para ahuyentarlos, al no conseguirlo se disfrazaron de diablos”.
La celebración se caracteriza por los bailes en línea es decir en pareja, el mismo que propiciaba los enamoramientos, tenía por costumbre que los hombres hablasen con los padres de quien era escogida como pareja, y de ser el caso se corría con los gastos que implicaba la participación.
Los diablos de antaño vestían pantalón corto con flecos o en zig-zag, un azial y una pata de cabra, llevaban animales vivos o pieles en la cabeza. Descubrir quien estaba tras la careta propiciaba enfrentamientos con látigos.

## La Danza
Los diablos bofean en las calles de Píllaro al ritmo de pasacalles y pasillos que entonan las bandas de pueblo al paso de las partidas o comparsas, que se organizan en los barrios, Los preparativos para la festividad comienzan con varios meses de anticipación, especialmente en la elaboración de la careta de diablo. 
Las partidas y legiones de diablos están conformadas por diablos, carishinas los cuales bailan al son de la música de banda de pueblo con santashpas, sajuanitos, capishcas y albazos.
Los bailes son a manera de parejas en línea, aunque cada vez es más rara esta modalidad de danza, con el tiempo también han cambiado su vestido, las mujeres que usaban vestidos bajos de colores y en su cabeza llevaban un sombrero con cintas cambiaron su atuendo por las faldas largas plisadas con tablones y blusas de manga corta, con pañolones.
Con el tiempo también las máscaras se fueron complejizando, la elaboración de las caretas tienen mucha influencia de las realizadas para las festividades de Bolivia y Perú. Los diablos brincan, gruñen y exhiben las máscaras de papel acartonado y engomado con engrudo de harina de yuca aplicado a un molde, se añade masilla y capas de papel, para luego abrir orificios que da forma a los ojos y a la boca, terminado este proceso se pinta con el rojo y el negro, colores infernales la máscara.